# Bageh Jān
Bageh Jān (persiska: بگه جان, بَگَهجان, باغِ جان) är en ort i Iran.   Den ligger i provinsen Kurdistan, i den nordvästra delen av landet, 400 km väster om huvudstaden Teheran. Bageh Jān ligger 1 774 meter över havet och antalet invånare är 656.
Terrängen runt Bageh Jān är huvudsakligen platt, men norrut är den kuperad. Runt Bageh Jān är det ganska tätbefolkat, med 58 invånare per kvadratkilometer. Närmaste större samhälle är Dehgolān, 10,4 km söder om Bageh Jān. Trakten runt Bageh Jān består i huvudsak av gräsmarker.